# Liste der Gouverneure der Provinz New York

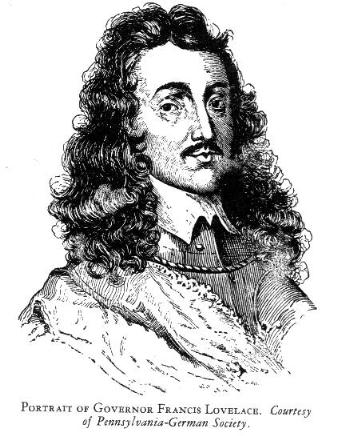
Francis Lovelace, Gouverneur von 1668 bis 1672

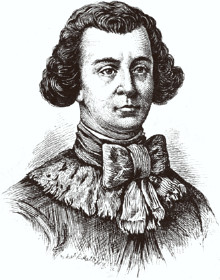
Thomas Dongan, Gouverneur von 1683 bis 1688

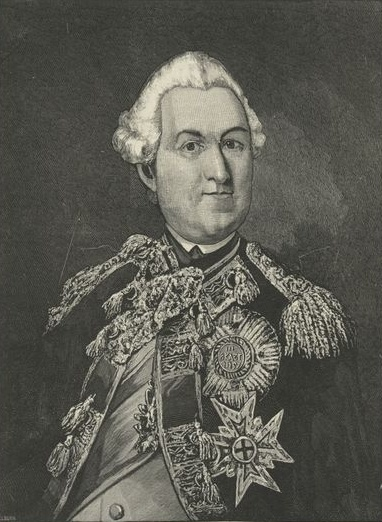
Richard Coote, Gouverneur von 1698 bis 1701

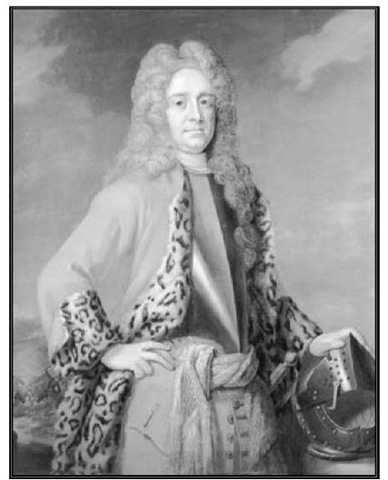
Robert Hunter, Gouverneur von 1710 bis 1718

Dies ist eine Liste der Gouverneure der Provinz New York unter britischer Herrschaft.
| Name               | Amtszeit                                    |
| ------------------ | ------------------------------------------- |
| Richard Nicolls    | 1664–1668 Militär-Gouverneur                |
| Francis Lovelace   | 1668–1672                                   |
| Anthony Colve      | 1673–1674 unter niederländischer Herrschaft |
| Edmund Andros      | 1674–1681                                   |
| Anthony Brockholls | 1681–1683 kommissarischer Gouverneur        |
| Thomas Dongan      | 1683–1688                                   |
| Francis Nicholson  | 1689–1691                                   |
| Jacob Leisler      | 1689–1691 während der Rebellion             |
| Henry Sloughter    | 1691–1691                                   |
| Richard Ingoldesby | 1691–1692 kommissarischer Gouverneur        |
| Benjamin Fletcher  | 1692–1697                                   |
| Richard Coote      | 1698–1701                                   |
| John Nanfan        | 1701–1702 kommissarischer Gouverneur        |
| Edward Hyde        | 1702–1708                                   |
| John Lovelace      | 1708–1709                                   |
| Pieter Schuyler    | 1708–1709 kommissarischer Gouverneur        |
| Richard Ingoldesby | 1709–1710 kommissarischer Gouverneur        |
| Gerardus Beekman   | 1710–1710 kommissarischer Gouverneur        |
| Robert Hunter      | 1710–1718                                   |
| Pieter Schuyler    | 1719–1720 kommissarischer Gouverneur        |
| William Burnet     | 1720–1728                                   |
| John Montgomerie   | 1728–1731                                   |
| Rip Van Dam        | 1731–1732 kommissarischer Gouverneur        |
| William Cosby      | 1732–1736                                   |
| George Clarke      | 1736–1743 kommissarischer Gouverneur        |
| George Clinton     | 1743–1753                                   |
| Danvers Osborn     | 1753–1753                                   |
| James De Lancey    | 1753–1755 kommissarischer Gouverneur        |
| Charles Hardy      | 1755–1758                                   |
| James De Lancey    | 1758–1760 kommissarischer Gouverneur        |
| Cadwallader Colden | 1760–1762 kommissarischer Gouverneur        |
| Robert Monckton    | 1762–1763                                   |
| Cadwallader Colden | 1763–1765 kommissarischer Gouverneur        |
| Henry Moore        | 1765–1769                                   |
| Cadwallader Colden | 1769–1770 kommissarischer Gouverneur        |
| John Murray        | 1770–1771                                   |
| William Tryon      | 1771–1774                                   |
| Cadwallader Colden | 1774–1775 kommissarischer Gouverneur        |
| William Tryon      | 1775–1780                                   |
| James Robertson    | 1780–1783 Militär-Gouverneur                |
| Andrew Elliot      | 1783–1783 Militär-Gouverneur                |